# Emiliano Zapata, Tacotalpa
Emiliano Zapata är en ort i Mexiko.   Den ligger i kommunen Tacotalpa och delstaten Tabasco, i den sydöstra delen av landet, 700 km öster om huvudstaden Mexico City. Emiliano Zapata ligger 37 meter över havet och antalet invånare är 318.
Terrängen runt Emiliano Zapata är varierad. Runt Emiliano Zapata är det ganska tätbefolkat, med 56 invånare per kvadratkilometer. Närmaste större samhälle är Teapa, 15,5 km väster om Emiliano Zapata. I omgivningarna runt Emiliano Zapata växer i huvudsak städsegrön lövskog.